# Towarzystwo wilków
Towarzystwo wilków (ang. The Company of Wolves) – brytyjski horror z 1984 roku w reżyserii Neila Jordana. W Polsce znany jest też pod tytułem Wśród wilków.
Film jest horrorową interpretacją baśni o Czerwonym Kapturku, nakręconą na podstawie opowiadania Angeli Carter.

## Opis fabuły
13-letnia Rosaleen śni sen, który rozgrywa się w XVIII wieku i jej siostra Alice jest rozszarpywana przez stado wilków. W dalszej części snu ma wizję pogrzebu swojej siostry. Babcia pociesza ją, ostrzegając jednocześnie przed wilkami, które przemieniają się w ludzi. Opowiada historie o tajemniczych wydarzeniach z wilkołakami w roli głównej.

## Obsada
- Sarah Patterson - Rosaleen
- Angela Lansbury - Babcia
- David Warner - Ojciec
- Graham Crowden - Stary ksiądz
- Georgia Slowe - Alice
- Brian Glover - Ojciec zakochanego chłopca
- Kathryn Pogson - Panna młoda
- Stephen Rea - Pan młody
- Tusse Silberg - Matka
- Micha Bergese - Myśliwy
- Jimmy Gardner - Starzec
- Terence Stamp - Diabeł (niewymieniony w czołówce)
- Danielle Dax – Wilczyca
- Shane Johnstone - Zakochany chłopiec
- Susan Porrett - Matka zakochanego chłopca

i inni